# آلکساندرا آدامسکا
آلکساندرا آدامسکا (لهستانی: Aleksandra Adamska؛ زادهٔ ۱۵ ژوئن ۱۹۹۰) بازیگر اهل لهستان است.
از فیلم‌ها یا مجموعه‌های تلویزیونی که وی در آن‌ها نقش داشته‌است، می‌توان به دست‌به‌کار شو، برادر، محکوم، تشخیص، ورشو ۴۴، هتل ۵۲، یولیا و عشق اول اشاره نمود.